# 계간 만화
《계간 만화》는 대한민국의 만화 잡지이다. 서울애니메이션센터의 만화애니메이션총서로 2003년 봄호가 바다출판사에서, 여름호가 새만화책에서 발행되었다가 2003년 말 서울애니메이션센터의 사업 공모에서 씨앤씨 레볼루션(주)의 공모가 채택되어 2004년 봄호부터 2005년 여름호까지 총 6호의 발행 계약을 체결하고 잡지를 발행했다.
2005년 여름호 이후 잡지가 발행되지 않고 있다.

## 서지정보

### 서울애니메이션센터 만화애니메이션총서
253*385mm 판형, 16000원.
1. 2003년 봄(총서 7) - 2003년 4월 15일 발행, 바다출판사. 320쪽. ISBN 8955611838
2. 2003년 여름(총서 13) - 2003년 8월 15일 발행, 새만화책. 322쪽. ISBN 8990781035

### 씨앤씨 레볼루션 발행
1. 2004년 봄 - 2004년 4월 15일 발행. 392쪽. ISBN 8990046300
2. 2004년 여름 - 2004년 7월 14일 발행. 408쪽. ISBN 8990046319
3. 2004년 가을 - 2004년 10월 1일 발행. 398쪽. ISBN 8990046327
4. 2004년 겨울 - 2004년 12월 28일 발행. 400쪽. ISBN 8990046335
5. 2004년 봄 - 2005년 3월 15일 발행. 392쪽. ISBN 8990046351
6. 2005년 여름 - 2005년 6월 15일 발행. 392쪽. ISBN 899004636X